# Буш, Герман
Герман Буш (нем. Hermann Busch; 24 июня 1897, Зиген — 3 июня 1975, Брин-Мар, штат Пенсильвания) — немецкий виолончелист и педагог. Сын музыкального мастера Вильгельма Буша, брат дирижёра Фрица Буша и скрипача Адольфа Буша.
Учился в Кёльнской консерватории у Фридриха Грюцмахера-младшего, затем в Венской консерватории у Пауля Грюммера. Играл на виолончели в оркестрах Брюсселя, Бохума, Вены. С 1930 г. заменил своего учителя Грюммера в составе созданного Адольфом Бушем квартета Буша. С 1933 г. жил в Швейцарии, с 1940 г. — в США. В последние годы жизни был профессором университета в Майами.